# Hamstead Marshall
Hamstead Marshall est un village et une paroisse civile dans le comté anglais du Berkshire. Bien que le nom du village soit Hamstead Marshall, le nom de Hampstead Marshall a été très couramment utilisé dans le passé, et reste le nom officiel de la paroisse civile. Il abrite une population de 276 habitants.

## Localisation et équipements
Situé dans l'autorité unitaire du West Berkshire, au sud-ouest de Newbury, à la frontière Berkshire-Hampshire, la paroisse couvre un peu moins de 7,49 km2 (1 850 acres), après avoir perdu des territoires lors de la modification des limites de 1991. Le village est composé d’habitat dispersé comme Ash Tree Corner, Chapel Corner, Holtwood et Irish Hill. Dans le village, il y a une église du XIIe siècle (St Mary), une salle des fêtes, un pub appelé le White Hart, un chenil du Dogs Trust et le Centre de recherche biologique (Organic Research Centre) à Elm Farm.

## Histoire
Hamstead Marshall possède trois sites de motte castrale médiévale, toutes sur des terrains privés, dont l’une est potentiellement le site du château de Newbury. Toutes sont inscrites aux monuments historiques.
William Marshall devenu comte de Pembroke, fut un chevalier fidèle à trois rois : Henri II, Richard Ier, et le roi Jean, et c'est à ce moment le suffixe Marshall fut ajouté au nom du village. Le manoir continua d’être la propriété et à être utilisé par les rois et les reines à travers les siècles, jusqu'à sa vente en 1613.
De 1620 jusque dans les années 1980, le village était le siège des comtes de Craven. William Craven, premier comte de Craven (1608-1697) y construisit un manoir, à l'origine conçu comme une résidence pour la sœur de Charles Ier, Elisabeth de Bohême, mais elle mourut avant que la construction n’ait commencé. Il brûla en 1718. Les Cravens par la suite agrandirent un pavillon de chasse pour y vivre, et qui existe toujours. Ce pavillon, propriété privée, est dans le centre de Hamstead Park. Jusqu'au milieu du XXe siècle, la famille Craven était propriétaire de la grande partie du village, mais des cessions successives ont fait que le village est occupé par des propriétaires de façon prédominante.
Les abords du village comprennent des terres agricoles, des forêts et des espaces verts. Pas de routes A ou B ne le traverse, bien qu'il se situe sur une ligne de bus. La rivière Kennet et le canal Kennet et Avon traversent la bordure nord du village et la rivière Enborne marque la limite sud. Environ la moitié des propriétés sont antérieures à 1900, et un certain nombre sont répertoriés aux bâtiments historiques.